# Podlésnoie
Podlésnoie (en rus: Подлесное) és un poble de l'óblast de Saràtov, a Rússia, segons el cens del 2010 tenia 253 habitants. Pertany al districte municipal de Khvalinsk.